# Ramón Barea
Ramón Barea Monge  (Bilbau, 13 de julho de 1949) é um ator, dramaturgo, diretor de teatro e de cinema espanhol..